# Гаагская конвенция (1961)

Страны-участницы Гаагской конвенции 1961 года
Участники конвенции — члены Конференции по МЧП
Участники конвенции — не члены Конференции по МЧП
Страны, в которых конвенция еще не вступила в силу
Страны, не подписавшие конвенцию

Гаагская конвенция 1961 года (полное название: «Гаагская конвенция, отменяющая требование легализации иностранных официальных документов, от 5 октября 1961 года» (рус.), Convention of 5 October 1961 Abolishing the Requirement of Legalisation for Foreign Public Documents (англ.), Convention du 5 octobre 1961 supprimant l’exigence de la légalisation des actes publics étrangers (фр.)) — международная Конвенция, отменяющая требование легализации иностранных официальных документов для стран-участниц Конвенции.
Конвенцией устанавливается специальный знак (штамп), проставляемый на официальные документы, созданные в одном государстве и подлежащие передаче в другое государство, заменяющий процедуру консульской легализации, — апостиль.
Документы, заверенные апостилем в одном из государств-участников Конвенции, должны приниматься в другом государстве-участнике Конвенции без каких-либо ограничений.
Конвенция заключена в Гааге 5 октября 1961 года государствами — участниками Гаагской конференции по международному частному праву и открыта для присоединения всех заинтересованных стран.
СССР присоединился к Конвенции 17 апреля 1991 года.

## Основное содержание Конвенции
Государства — участники Конвенции взаимно отказываются от требования консульской легализации официальных документов, которые были совершены на территории одного из договаривающихся государств и должны быть представлены на территории другого договаривающегося государства.
Под официальными документами для целей Конвенции понимаются:
- документы, исходящие от органа или должностного лица, подчиняющихся юрисдикции государства, включая документы, исходящие от прокуратуры, секретаря суда или судебного исполнителя
- административные документы (в частности, свидетельства о регистрации актов гражданского состояния[4])
- нотариальные акты
- официальные пометки, такие, как отметки о регистрации; визы, подтверждающие определённую дату; заверения подписи на документе, не засвидетельствованном у нотариуса.

Единственной формальностью, которая может быть потребована для удостоверения подлинности подписи, качества, в котором выступало лицо, подписавшее документ, и, в надлежащем случае, подлинности печати или штампа, которыми скреплён этот документ, является проставление апостиля.
Вместе с тем Конвенция не распространяется на:
- документы, совершённые дипломатическими или консульскими агентами
- административные документы, имеющие прямое отношение к коммерческой или таможенной операции.

Конвенция, по её буквальному смыслу, не распространяется также на документы, не являющиеся официальными (то есть не исходящие от государственных органов и не имеющие нотариального удостоверения). Например, апостиль не проставляется на коммерческие письма зарубежных фирм.
Но, как отмечается в специальной литературе, «на практике бывает сложно провести разграничение между коммерческими и некоммерческими документами. Кроме того, нередко и на коммерческих документах, например банковских, проставляется апостиль. Поэтому многое в решении практических вопросов зависит от судебной и нотариальной практики».

## Страны и территории, на которые распространяется действие Гаагской конвенции 1961 года
| Аомынь (Макао)   |
| Гонконг (Сянган) |

| 4 февраля 1969 года (вступила в силу для Макао как владения Португалии), КНР подтвердила действие Конвенции для Аомыня (Макао) с даты присоединения этой территории — 20 декабря 1999 года        |
| 25 апреля 1965 года (вступила в силу для Гонконга как владения Великобритании), КНР подтвердила действие Конвенции для Сянгана (Гонконга) с даты присоединения этой территории — 1 июля 1997 года |

|  |
|  |